# Stevenage
Stevenage é uma cidade do Reino Unido (Inglaterra), condado de Hertfordshire com cerca de 79 000 habitantes (est. 2005). Localiza-se ao norte de Londres, pertencendo à área metropolitana desta cidade. Possui indústrias electrónicas e de construção de maquinaria.
Na cidade nasceu o campeão de Fórmula 1 Lewis Hamilton, e também os atores Rupert Grint (Harry Potter), Ed Westwick (Gossip Girl) e Alex Pettyfer, e os jogadores Ashley Young, do Manchester United e Jack Wilshere, do Arsenal.